# 神戸平成病院
神戸平成病院（こうべへいせいびょういん）は、兵庫県神戸市中央区上筒井通にある病院である。2015年3月までは日本郵政株式会社が神戸逓信病院として運営していた。

## 沿革

### 神戸逓信病院として
- 1926年3月 - 大阪逓信病院神戸支所として開院。
- 1937年12月 - 神戸逓信診療所になる。
- 1949年6月 - 逓信省が廃止され郵政省が新設される。
- 1949年11月 - 現在地に移転。
- 2001年1月 - 郵政省が郵政事業庁に再編される。
- 2003年4月 - 日本郵政公社が発足。
- 2007年10月 - 郵政民営化にともない日本郵政公社から日本郵政株式会社の企業立病院となる。

### 神戸平成病院として
- 2015年4月 - 運営者が、日本郵政から医療法人社団南淡千遙会に変わり、名称は「神戸平成病院」になる。
- 2017年11月 - 神戸市病床配分により、病床が95床から100床になる。

## 旧併設施設
- 日本郵政株式会社近畿郵政健康管理センター神戸分室

神戸中央郵便局に移転済み

## 診療科目
- 呼吸器内科
- 消化器内科
- 糖尿病内科
- 内科
- 外科
- 整形外科
- 眼科
- 婦人科
- 放射線科
- リハビリテーション科

## 病棟編成
- 地域包括ケア病棟入院料　44床（うち地域包括ケア入院医療管理料20床）
- 回復期リハビリテーション病棟入院料　56床

## 交通アクセス
- 三宮駅から神戸市営バスで約10分、上筒井6丁目バス停で下車。
- 新神戸駅から神戸市営バスで約5分、上筒井6丁目バス停で下車。
- 王子公園駅から神戸市営バスで約5分、上筒井6丁目バス停で下車。
- 春日野道駅 (阪急)から徒歩20分またはタクシーで約3分